# Maike Nollen
Maike Nollen (Berlijn, 15 november 1977) is een Duitse kanovaarster.
Nollen won tijdens de Olympische Zomerspelen 2004 de gouden medaille in de K4 500m. Op de wereldkampioenschappen won Nollen drie medailles.

## Belangrijkste resultaten

### Olympische Zomerspelen
| Editie | Plaats | Resultaten |
| ------ | ------ | ---------- |
| 2004   | Athene | K4 500m    |

### Wereldkampioenschappen vlakwater
| Jaar | Plaats  | Resultaten        |
| ---- | ------- | ----------------- |
| 2002 | Sevilla | K4 500m · K4 200m |
| 2005 | Zagreb  | K2 1000m          |

1984: Agafia Constantin & Nastasia Ionescu & Tecla Marinescu & Maria Ştefan ·
1988: Anke Nothnagel & Ramona Portwich & Birgit Schmidt-Fischer & Heike Singer ·
1992: Kinga Czigány & Éva Dónusz & Rita Kőbán & Erika Mészáros ·
1996: Birgit Fischer & Manuela Mucke & Ramona Portwich & Anett Schuck ·
2000: Birgit Fischer & Manuela Mucke & Anett Schuck & Katrin Wagner-Augustin ·
2004: Birgit Fischer & Carolin Leonhardt & Maike Nollen & Katrin Wagner-Augustin ·
2008: Fanny Fischer & Nicole Reinhardt & Katrin Wagner-Augustin & Conny Waßmuth ·
2012: Krisztina Fazekas & Katalin Kovács & Danuta Kozák & Gabriella Szabó ·
2016: Tamara Csipes & Krisztina Fazekas-Zur & Danuta Kozák & Gabriella Szabó ·
2020: Kozák & Csipes & Kárász & Bodonyi ·
2024: Carrington & Hoskin & Brett & Vaughan